# Cerro Largo (Panamá)
Cerro Largo es un corregimiento del distrito de Ocú en la provincia panameña de Herrera. Tiene una superficie de 106,5 km² y se encuentra entre los 300 y los 700 m s. n. m. Fue fundado el 2 de febrero de 1901. Cuenta con 1.478 habitantes (2010).

## Historia
La toponimia de Cerro Largo se refiere a la topografía, por el cerro del mismo nombre en la cual esta población esta a sus faldas. Poco se sabe de la historia de este corregimiento, pero la mayoría de las tradiciones son orales de ancianos a menores, se sabe que los pobladores fundadores son descendientes directos de españoles que se establecieron en busca de nuevas tierras.

## Geografía
Se caracteriza por gran cantidad de parajes como cascadas, ríos como Señales y Parita, riachuelos, y altas elevaciones, en las que se destacan el cerro de nombre homónimo, con 686 m s. n. m., desde donde se puede ver el golfo de Parita, el de Montijo y ciudades como Ocú, Las Minas, Santiago y Chitré.

## Clima
Su clima a pesar de ser tropical la altura lo modifica durante la temporada seca hay cielos despejados con temperaturas de 18° pero con viento fuertes pero en la noche la temperatura puede descender hasta 10°. En la temporada lluviosa se caracteriza el bajareque "llovizna todo el tiempo" y temperaturas de 12°.

## Vida
Las familias de este corregimiento son a tendencia pobres de carácter agrícola y ganadero. Su infraestructura vial es mala. También se destaca la falta de agua potable y algunos lugares carecen de luz eléctrica.

## Demografía
La mayor parte de la población del corregimiento se encuentra dispersa, tiene una alta natalidad, con un promedio de 5 hijos por familia. La población muestra un crecimiento de 0,5% a 1%, ya que se presenta muchos el éxodo a otras áreas. 

## Economía
Se basa en la agricultura siembra de frutas (bayas, naranjas, otras), verduras (tomate, ají, papa) y la ganadería de ganado vacuno, porcino, el caballar y la agricultura.